# Mileewa alara
Mileewa alara är en insektsart som beskrevs av Yang och Li 1998. Mileewa alara ingår i släktet Mileewa och familjen dvärgstritar. Inga underarter finns listade i Catalogue of Life.